# Uno bianca (album)
Uno bianca è il quarto album in studio del musicista Bologna Violenta, pubblicato nel 2014.

## Il disco
Si tratta di un concept album incentrato sui crimini commessi dalla banda della Uno bianca tra la fine degli anni '80 e i primi anni '90 a Bologna e dintorni.

## Tracce
1. 19 giugno 1987 - Pesaro: rapina casello A-14
2. 31 agosto 1987 - San Lazzaro di Savena (Bo): rapina casello A-14
3. 3 ottobre 1987 - Cesena: tentata estorsione
4. 30 gennaio 1988 - Rimini: rapina supermercato Coop
5. 19 febbraio 1988 - Casalecchio di Reno (Bo): rapina supermercato Coop
6. 20 aprile 1988 - Castelmaggiore (Bo): attacco pattuglia Carabinieri
7. 19 settembre 1988 - Forlì: rapina supermercato Coop
8. 26 giugno 1989 - Bologna: rapina supermercato Coop
9. 15 gennaio 1990 - Bologna: rapina ufficio postale
10. 6 ottobre 1990 - Bologna: rapina tabaccheria
11. 10 dicembre 1990 - Bologna: assalto campo Rom
12. 22 dicembre 1990 - Bologna: attacco lavavetri extracomunitari
13. 23 dicembre 1990 - Bologna: assalto campo Rom
14. 27 dicembre 1990 - Castelmaggiore (Bo): rapina distributore
15. 4 gennaio 1991 - Bologna: attacco pattuglia Carabinieri
16. 20 aprile 1991 - Bologna: rapina distributore
17. 30 aprile 1991 - Rimini: attacco pattuglia Carabinieri
18. 2 maggio 1991 - Bologna: rapina armeria Volturno
19. 19 giugno 1991 - Cesena: rapina distributore
20. 18 agosto 1991 - San Mauro a Mare (Fc): agguato auto senegalesi
21. 28 agosto 1991 - Gradara (Ps): scontro a fuoco con due Poliziotti
22. 24 febbraio 1993 - Zola Predosa (Bo): rapina banca
23. 7 ottobre 1993 - Riale (Bo): rapina banca
24. 3 marzo 1994 - Bologna: rapina banca
25. 24 maggio 1994 - Pesaro: rapina banca
26. 21 ottobre 1994 - Bologna: rapina banca
27. 29 marzo 1998 - Rimini: suicidio Giuliano Savi